# Sceloporus marmoratus
Sceloporus marmoratus (північна рожевочерева ігуана) — вид ігуаноподібних ящірок родини фриносомових (Phrynosomatidae). Мешкає в Сполучених Штатах Америки і Мексиці.

## Поширення і екологія
Північні рожевочереві ігуани мешкають в Техасі (на південь від Остіна), а також в низовинах на північному сході Мексики, в штатах Коауїла, Нуево-Леон і Тамауліпас Вони живуть в сухих чагарникових заростях і рідколіссях.